# Franz Seraph Stirnbrand
Franz Seraph Stirnbrand   (Croàcia i Linz, 1788 - Stuttgart, 2 d'agost de 1882) fou un retratista alemany. Va rebre el seu cognom per una cremada al front,que va patir quan era nen a la casa del seu pare d'acollida a Zellhof, prop de Linz. Va rebre el seu nom després de la data del seu bateig, el 2 d'abril de 1808.
Va ser abandonat en una séquia, es va considerar que era el fill il·legítim d'un soldat croat d'una unitat estacionada a prop, i va ser criat com un fill d'acolliment per un funcionari fiscal local anomenat Johann Baptist Röser. Les seves primeres lliçons d'art van venir de Philipp Friedrich von Hetsch, que descansava a Enns a la llar d'un dels parents de Rösers, a la tornada a Alemanya des d'Itàlia. El 1805, va ser aprenent de pintor d'una casa decorativa a Linz, on va poder prendre lliçons de dibuix els diumenges. Se li va oferir un lloc a l'Acadèmia de Belles Arts de Viena, però no va poder acceptar per falta d'un suport financer adequat. Va romandre amb el pintor de la casa fins que es va convertir en viatger.
El 1813 es traslladà a Frankfurt amb objecte de copiar els retrats dels mestres antics. El 1820 va estar a Bèlgica, després passà a París, al Luxemburg i Karlsruhe, on restà per espai de quatre anys, després dels quals marxà a Itàlia, romanent a Roma prop d'un any. Més tard passà a Ludwigsburg, on pintà el retrat de la reina Carlota, i el 1830 s'establí definitivament a Stuttgart.
Fou un hàbil retratista i el Museu de Stuttgart conserva els Retrat de la princesa Paulina de Nassau; Retrat de Seydelmann, i Retrat del compositor Lindpaintner, i entre els seus quadres més famosos s'hi troba Retrat d'una jove (1827).